# Jan Küveler
Jan Küveler (* 1979) ist ein deutscher Journalist und Autor.

## Leben und Wirken
Jan Küveler wurde 1979 als Sohn des Astronomen und Informatikers Gerd Küveler geboren. 1999 legte er das Abitur an der Bischof-Neumann-Schule in Königstein im Taunus ab. Bis 2008 absolvierte er zwei Master-Studiengänge an der Columbia-Universität in New York. Dort promovierte er 2014 zum PhD. 
Seit 2009 schreibt Küveler für Die Welt. Zunächst war er Kulturkorrespondent in Frankfurt am Main. 2012 wechselte er in das Ressort Feuilleton, dessen Leitung er 2018 übernahm.

## Buchveröffentlichungen

### Als Autor
Theater hassen. Eine dramatische Beziehung, Klett-Cotta, Stuttgart 2016, ISBN 978-3-608-50160-5.

### Als Übersetzer
Martin Puchner: Theaterfeinde : die anti-theatralischen Dramatiker der Moderne, Rombach Verlag, Freiburg im Breisgau 2006, ISBN 9783793094494. (übersetzt aus dem Englischen)